# Сарзедаш
Сарзедаш (порт. Sarzedas) — район (фрегезия) в Португалии, входит в округ Каштелу-Бранку. Является составной частью муниципалитета Каштелу-Бранку. По старому административному делению входил в провинцию Бейра-Байша. Входит в экономико-статистический субрегион Бейра-Интериор-Сул, который входит в Центральный регион. Население составляет 1738 человек на 2001 год. Занимает площадь 172,70 км².
Покровительницей района считается Дева Мария (порт. Nossa Senhora da Conceição).